# Rochonvillers
Rochonvillers [ʁɔʃɔ̃vile] est une commune française située dans le département de la Moselle, en région Grand Est.

## Géographie
Le village est situé près de la frontière franco-luxembourgeoise.

### Communes limitrophes
| Ottange   | Volmerange-les-Mines | Escherange  |
| Tressange | Rochonvillers        |             |
| Havange   |                      | Angevillers |

### Lieux-dits
- Dont le nom provient de l'eau :
  - Milfere : gué probablement près d'un moulin (Mühle)
  - Mees : déformation de l'allemand Moor (marais)
  - Solle : du moyen-haut-allemand Sul (lieu marécageux)
  - Lacheltier : de l'allemand Lache (lieu humide)
- Dont le nom vient du relief :
  - Bikeltien : de l'allemand Buckel (petite hauteur)
  - Keltienne : de l'allemand Kehle (gorge)
- Dont le nom vient de la flore :
  - Beuche : de l'allemand Busch (bois)
  - Buchelle : de l'allemand Buche (hêtraie)
  - Hesseltien : de l'allemand Hasel (noisetier)
- Dont le nom a pour origine la culture :
  - Stoquetienne : de l'allemand Stock (souche d'arbre)
  - Aubenschette : de l'allemand Oben (en haut et de l'allemand Scheid (bois défriché).

### Hydrographie
La commune est située dans le bassin versant du Rhin au sein du bassin Rhin-Meuse. Elle n'est drainée par aucun cours d'eau.

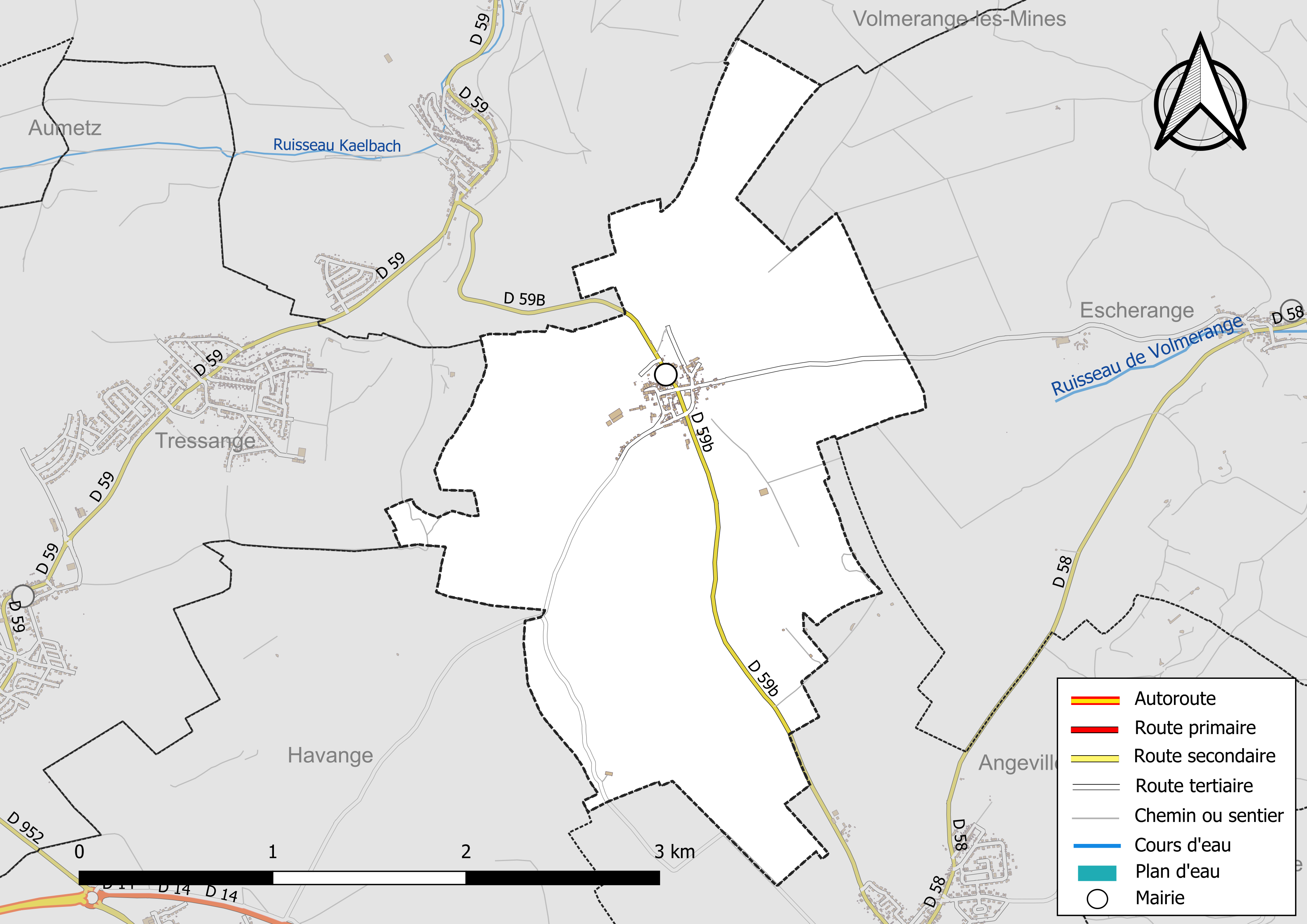
Réseaux hydrographique et routier de Rochonvillers.

### Climat
Pour des articles plus généraux, voir Climat du Grand Est et Climat de la Moselle.
En 2010, le climat de la commune est de type climat de montagne, selon une étude du Centre national de la recherche scientifique s'appuyant sur une série de données couvrant la période 1971-2000. En 2020, Météo-France publie une typologie des climats de la France métropolitaine dans laquelle la commune est exposée à un climat semi-continental et est dans la région climatique Lorraine, plateau de Langres, Morvan, caractérisée par un hiver rude (1,5 °C), des vents modérés et des brouillards fréquents en automne et hiver.
Pour la période 1971-2000, la température annuelle moyenne est de 9 °C, avec une amplitude thermique annuelle de 16,6 °C. Le cumul annuel moyen de précipitations est de 879 mm, avec 13,2 jours de précipitations en janvier et 9,2 jours en juillet. Pour la période 1991-2020, la température moyenne annuelle observée sur la station météorologique de Météo-France la plus proche, « Malancourt », sur la commune d'Amnéville à 19 km à vol d'oiseau, est de 10,2 °C et le cumul annuel moyen de précipitations est de 884,1 mm. 
La température maximale relevée sur cette station est de 39,3 °C, atteinte le 25 juillet 2019 ; la température minimale est de −17,9 °C, atteinte le 5 janvier 1985,,.
Les paramètres climatiques de la commune ont été estimés pour le milieu du siècle (2041-2070) selon différents scénarios d'émission de gaz à effet de serre à partir des nouvelles projections climatiques de référence DRIAS-2020. Ils sont consultables sur un site dédié publié par Météo-France en novembre 2022.

## Urbanisme

### Typologie
Au 1er janvier 2024, Rochonvillers est catégorisée commune rurale à habitat dispersé, selon la nouvelle grille communale de densité à sept niveaux définie par l'Insee en 2022.
Elle est située hors unité urbaine. Par ailleurs la commune fait partie de l'aire d'attraction de Luxembourg (partie française), dont elle est une commune de la couronne,. Cette aire, qui regroupe 115 communes, est catégorisée dans les aires de 700 000 habitants ou plus (hors Paris),.

### Occupation des sols
L'occupation des sols de la commune, telle qu'elle ressort de la base de données européenne d’occupation biophysique des sols Corine Land Cover (CLC), est marquée par l'importance des territoires agricoles (79,4 % en 2018), une proportion identique à celle de 1990 (79,4 %). La répartition détaillée en 2018 est la suivante : 
terres arables (79,4 %), forêts (9,4 %), milieux à végétation arbustive et/ou herbacée (6,6 %), zones urbanisées (4,5 %). L'évolution de l’occupation des sols de la commune et de ses infrastructures peut être observée sur les différentes représentations cartographiques du territoire : la carte de Cassini (XVIIIe siècle), la carte d'état-major (1820-1866) et les cartes ou photos aériennes de l'IGN pour la période actuelle (1950 à aujourd'hui).

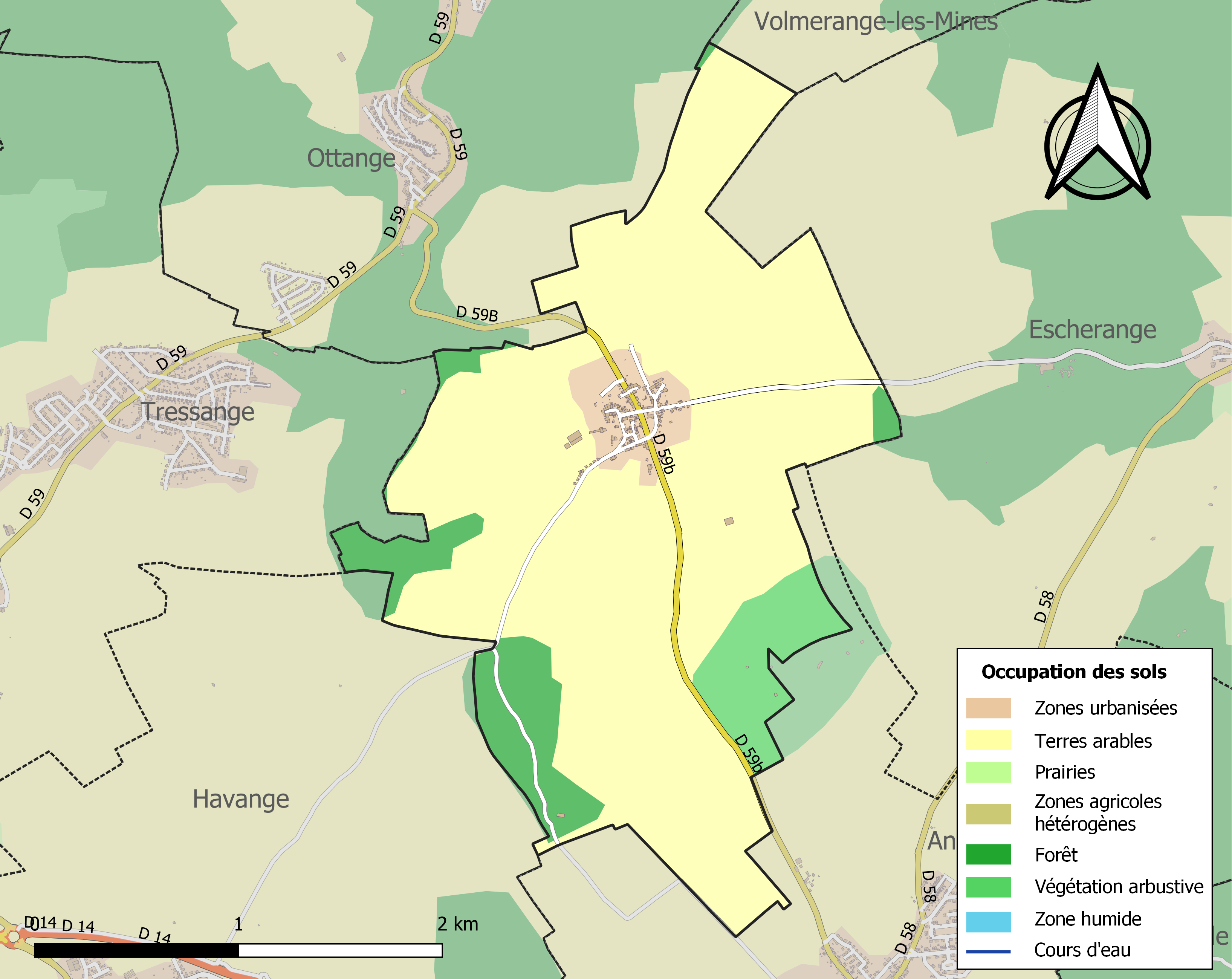
Carte des infrastructures et de l'occupation des sols de la commune en 2018 (CLC).

## Toponymie
- D'un nom de personne Ruso ou Regezo(n) + villare[13].
- Anciennes mentions[14],[15],[16] : Ruessonvillers et Ruswillre (1334), Rutzwilre (1427), Routzwilre (1430), Ruetzwyler (1450), Rexonvillers (1605), Roussonviller (1681), Rochonviller (1756), Rochouvillers (1793), Rochonviller (XIXe siècle), Ruxweiler (1871-1918).
- Rotzweiler en allemand[14]. Rucksler[17],[18] et Rucksweller[18] en luxembourgeois. Rechonvlé en lorrain roman[14].

## Histoire
- Dépendait de l'ancien duché de Luxembourg. Rochonvillers a dépendu de la baronnie de Fontoy[14]. Était une annexe de la paroisse d'Ottange (diocèse de Trèves, doyenné de Luxembourg)[14] et faisait partie de cette seigneurie lorsque celle-ci fut érigée en comté, en 1777[14].
- La commune de Rochonvillers est réunie à celle d'Ottange entre 1812 et 1833[14],[16].

### La Mine[19]
La Mine de Rochonvillers exploitait deux concessions :
- Rochonvillers (bien allemand mis sous séquestre après la guerre de 1914-1918, puis propriété de l'État, amodié en 1919 à la Société Minière de Rochonvillers).
- Adélaïde, propriété de Cockerill.

C'est la Rheinischstahlwerk qui a commencé l'exploitation « Mine Pensbrünn » à flanc de coteau dans les concessions Pensbrünn (Pensbrunnen, concession obtenue le 28 juillet 1873 par Meurer à Cologne) et Œutrange (Oetringen, obtenue à la même date par Dillinger-Hüttenwerke). L'entrée de la mine, d'un gabarit fort respectable (6 mètres de large et 2 mètres 80 de haut) est située sur le territoire de la commune d'Algrange. À l'époque le minerai était amené au jour à l'aide d'un câble sur une distance de plus de quatre kilomètres. Après épuisement de ces deux concessions, une galerie, traversant une couche stérile due à une faille frontale, permettra de poursuivre l'extraction dans la concession Rochonvillers qui s'étendait sous les communes de Rochonvillers, Escherange, la mine d'Angevillers effleurant le ban de Thionville.
C'est à Rochonvillers que le minerai était amené au jour et un téléphérique le transportait à Ottange, où, par wagons S.N.C.F., il était acheminé par voie privée à Rumelange (Luxembourg) puis vers la Société Métallurgique et Minière de Rodange-Athus (Belgique). À la fin des années 1970, l'effectif était de 166 personnes pour une production de 4 000 à 5 000 t/jour.
Les services administratifs, vestiaires, douches... se trouvaient également sur le territoire de la commune d'Algrange, dans un bâtiment construit en totalité en béton armé : piliers de soutien, ferme, toiture C'est l'œuvre d'Albert Caquot, ingénieur ardennais du début du XXe siècle, qui s'intéressa à l'aérostation et à la résistance du béton armé. C'est lui qui en vulgarisa l'emploi dans les travaux publics et une de ses premières réalisations fut les bâtiments de la mine de Rochonvillers, véritable gageure pour l'époque.
Hélas, la catastrophe du 3 janvier 1919 à la Mine de Pensbrünn vint jeter une ombre au tableau. Provoquée par l'effondrement, au quartier 7, de 250 000 mètres cubes de minerai, elle causa la mort de vingt-cinq personnes. Tous les quartiers avaient ressenti la secousse comme un véritable tremblement de terre. La déflagration provoquée par cet éboulement avait projeté plusieurs mineurs à 75 mètres de leur poste de travail. L'équipe de secours, organisée aussitôt, aidée par les équipes des mines voisines : Röchling (Mine d'Angevillers) et Moltke (Mine de la Paix), réussit à sauver six mineurs et sortit deux blessés graves et six blessés légers ainsi que cinq corps. Le 8 janvier, un survivant Franz Riva, fut retrouvé sous un wagonnet qui s'était renversé sur lui, le sauvant d'une mort certaine. Le malheureux y était resté quatre jours avant l'arrivée de l'équipe de secours du porion Wagner. Le 11 janvier encore, un sauveteur sera tué par une "chandelle".
Après l'abandon des travaux par le service des mines, les responsables de Pensbrünn prendront à leur charge les frais de sauvetage et de déblaiement ; le 25 janvier, onze corps seront remontés au jour et deux autres le seront le 31.
Quelles furent les causes de cette catastrophe ? On accuse une exploitation excessive pendant la guerre, période durant laquelle on ne s'occupait que du rendement sans se soucier des règles de sécurité et ceci avec un personnel inexpérimenté.
À la fin des années 1970, la direction de la mine de Rochonvillers, consciente de l'approche de la fermeture (fin de concession) a entrepris des travaux préparatoires en vue d'exploiter la Mine Ottange II. Devant la situation critique de la Société Métallurgique et Minière de Rodange-Athus (usine mère), ces travaux furent arrêtés.

## Démographie
L'évolution du nombre d'habitants est connue à travers les recensements de la population effectués dans la commune depuis 1793. Pour les communes de moins de 10 000 habitants, une enquête de recensement portant sur toute la population est réalisée tous les cinq ans, les populations de référence des années intermédiaires étant quant à elles estimées par interpolation ou extrapolation. Pour la commune, le premier recensement exhaustif entrant dans le cadre du nouveau dispositif a été réalisé en 2007.

En 2022, la commune comptait 205 habitants, en évolution de +6,22 % par rapport à 2016 (Moselle : +0,52 %, France hors Mayotte : +2,11 %).
| 1793 | 1800 | 1806 | 1836 | 1841 | 1861 | 1866 | 1871 | 1875 |
| ---- | ---- | ---- | ---- | ---- | ---- | ---- | ---- | ---- |
| 258  | 254  | 259  | 309  | 288  | 308  | 330  | 315  | 313  |

| 1880 | 1885 | 1890 | 1895 | 1900 | 1905 | 1910 | 1921 | 1926 |
| ---- | ---- | ---- | ---- | ---- | ---- | ---- | ---- | ---- |
| 315  | 302  | 291  | 269  | 283  | 276  | 284  | 246  | 222  |

| 1931 | 1936 | 1946 | 1954 | 1962 | 1968 | 1975 | 1982 | 1990 |
| ---- | ---- | ---- | ---- | ---- | ---- | ---- | ---- | ---- |
| 308  | 244  | 178  | 195  | 197  | 189  | 179  | 196  | 165  |

| 1999 | 2006 | 2007 | 2012 | 2017 | 2022 | - | - | - |
| ---- | ---- | ---- | ---- | ---- | ---- | - | - | - |
| 207  | 217  | 218  | 208  | 188  | 205  | - | - | - |

## Culture locale et patrimoine

Église Saint-Luc.

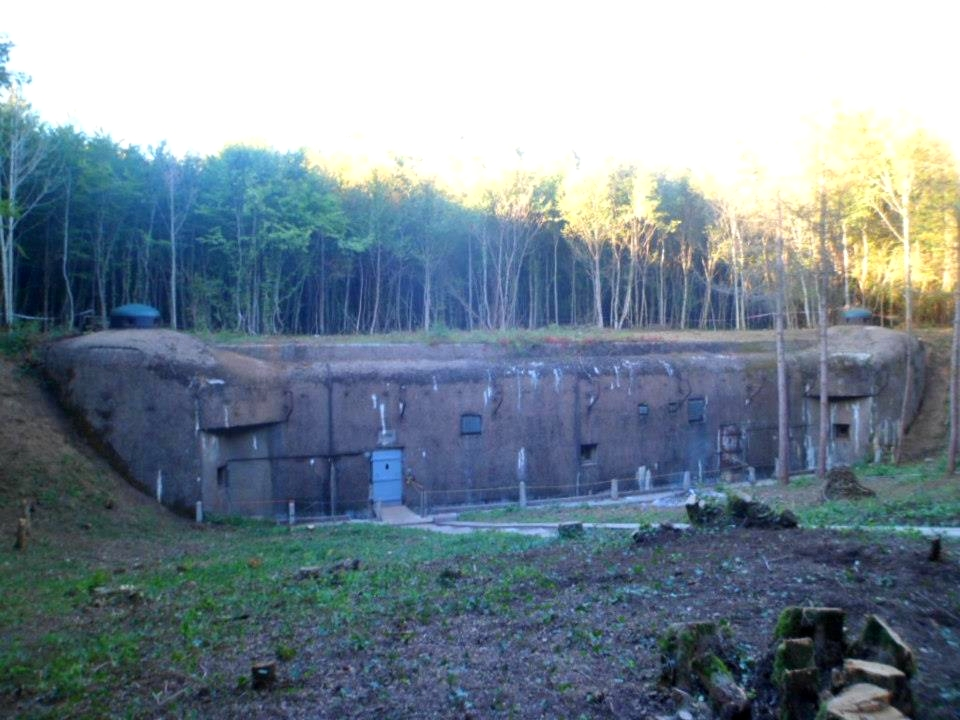
Façade de l'abri X 1.

### Lieux et monuments

#### Édifice religieux
- Église Saint-Luc 1957, par Martinez.
- De même, à la sortie du village est présente une grotte honorant la Vierge Marie, entretenu et par les services communaux et par les croyants du village.
- Le cimetière communal, à côté de la grotte

#### Ligne Maginot
La commune compte plusieurs fortifications françaises construites pendant l'entre-deux-guerres et faisant partie de la ligne Maginot, notamment :
- l'ouvrage de Rochonvillers, l'un des plus gros ouvrage de la ligne, encore propriété de l'Armée ;
- l'abri du Gros-Bois, également appelé abri X1, qui est en cours de restauration par l'association La Lorraine à travers les siècles.

### Héraldique
| Blason de Rochonvillers | Blason  | Coupé de gueules à deux tourterelles affrontées d'or, et d'or fretté de gueules. |
| Blason de Rochonvillers | Détails | Le statut officiel du blason reste à déterminer.                                 |